# 서법 (쓰기)
서법(書法)은 문자를 쓰는 데에 필요한 점화(点畵), 문자를 쓰는 방법, 붓을 쥐는 방법, 운필법(運筆法)이 좋은 방법을 말한다.
문자는 오랜 서예의 역사를 배경으로 아름답게 형성되었다. 그동안 걸출한 천재에 의하여 무상(無上)의 방법이 나타났고 또한 많은 사람들의 눈을 통하여 모범이라고 할 만한 글씨가 전해졌다. 물론 방법은 일정불변한 것은 아니고 학문의 발달, 서가(書家)의 성격에 따라 저마다 독특한 서법이 나타나고 있다.

## 같이 보기
- 쓰기